# Psihedelični rock
Psihedelični rock je podzvrst rocka, ki je nastala v šestdesetih pod vplivom uživanja psihoaktivnih drog, kot so marihuana, meskalin, še posebej pa LSD. Obstajajo tudi druge oblike psihedelične glasbe, ki so nastale v podobnih razmerah, vendar so se pozneje razvile v elektroniko.
V zgodovini rocka je psihedelični rock most med zgodnjim rockom, ki je izhajal iz bluesa in poznejšim progresivnim rockom in heavy metalom, vplive pa je imel tudi iz neameriške kulture, npr. indijske glasbe.
Ustanovitelja skupine 13th Floor Elevators Rokyja Ericksona so nekoč vprašali, kako bi definiral psihedelijo. Izvlekel je dolarski bankovec in odvrnil: »Tam je, kjer piramida sreča oko.« (ang. »It's where the pyramid meets the eye, man.«).
Pravzaprav so prvi glasbeniki, na katere so vplivale psihogene droge, igrali jazz in folk, toda izraz psihedeličen je v popularni glasbi prvič uporabila skupina 13th Floor Elevators, in sicer na njihovem albumu The Psychedelic Sounds iz leta 1966.
Psihedelični zvoki so odmevali že nekaj let prej pri skupinah Grateful Dead, The Doors in Pink Floyd, kot pionirji pa so znani tudi The Beatles (predvsem v poznejših letih ustvarjanja).

## Skupine
- 13th Floor Elevators
- Camel
- Cream
- Grateful Dead
- Hawkwind
- Pink Floyd (predvsem v zgodnjem obdobju pod Barrettovim vplivom)
- The Beatles
- The Doors
- The Jimi Hendrix Experience
- The Velvet Underground